# Brian Shawe Taylor
Brian Shawe Taylor, britanski dirkač Formule 1, * 28. januar 1915, Dublin, Irska, † 1. maj 1999, Anglija, Združeno kraljestvo.
Brian Shawe Taylor je pokojni britanski dirkač Formule 1. Debitiral je v sezoni 1950 na prvi dirki Formule 1 sploh, Veliki nagradi Velike Britanije, kjer je zasedel deseto mesto. V sezoni 1951 je nastopil na dveh dirkah, toda štartal je le na domači dirki za Veliko nagrado Velike Britanije, kjer je zasedel osmo mesto, kar je njegov najboljši rezultat v karieri. Za tem ni nikoli več dirkal v Formuli 1. Umrl je leta 1999.

## Popolni rezultati Formule 1
(legenda) (odebeljene dirke pomenijo najboljši štartni položaj, poševne pa najhitrejši krog, †-uvrščen kljub odstopu)
| Leto | Moštvo             | Šasija               | Motor               | 1     | 2   | 3   | 4       | 5    | 6   | 7   | 8   | Prv | Toč |
| ---- | ------------------ | -------------------- | ------------------- | ----- | --- | --- | ------- | ---- | --- | --- | --- | --- | --- |
| 1950 | Joe Fry            | Maserati 4CL         | Maserati Straight-4 | VB 10 | MON | 500 | ŠVI     | BEL  | FRA | ITA |     | -   | 0   |
| 1951 | G A Vandervell     | Ferrari 375 Thinwall | Ferrari             | ŠVI   | 500 | BEL | FRA DNS |      |     |     |     | -   | 0   |
| 1951 | Brian Shawe-Taylor | ERA B Type           | ERA Straight-6      |       |     |     |         | VB 8 | NEM | ITA | ŠPA | -   | 0   |